# Sache (Recht)
Eine Sache ist in den meisten Rechtsordnungen ein als Rechtsobjekt den Personen als Rechtssubjekten gegenüberstehender Gegenstand. Kurzum: Eine Sache ist grundsätzlich alles, was Objekt von Rechten sein kann. Dieser weite Sachbegriff gilt jedoch nicht immer: In Deutschland beispielsweise meint § 90 BGB mit Sachen nur körperliche Gegenstände (s. unten).

## Geschichte
Der Begriff der Sache umfasste im römischen Recht alles, was der Aneignung durch den Menschen unterliegt und seinem Gebrauch dient. Im altrömischen Recht kannte man die Unterteilung in res mancipi (Grundstücke, Sklaven, Zug- und Tragtiere) und andere Sachen, die formfrei im Wege der traditio ex iusta causa übertragen werden konnten (res nec mancipi). Der klassische Jurist Gaius unterschied zwischen körperlichen Sachen (res corporales), „die man berühren kann“ (quae tangi possunt), allen anderen Sachen (res nec mancipi) und Forderungen/Verbindlichkeiten. Diese Sachen teilten die Römer auf in Sachen des Rechtsverkehrs (res in commercio) und dem Rechtsverkehr entzogene Sachen (Staatsvermögen, res extra commercium).
Das Allgemeine Preußische Landrecht (PrALR) von 1794 bezeichnete als Sache, „was der Gegenstand eines Rechts oder einer Verbindlichkeit sein kann“ (I 2, § 1 APL). Im österreichischen ABGB aus dem Jahr 1812 kommt die juristische Dualität von Person und Sache noch heute klar zum Ausdruck, denn „alles, was von der Person unterschieden ist, und zum Gebrauche der Menschen dient, wird im rechtlichen Sinne eine Sache genannt“ (§ 285 ABGB). Das Schweizer Schweizer Zivilgesetzbuch von 1912 definiert die Sache dagegen nicht.

## Deutschland

### Allgemeines
Während ältere deutsche Gesetze wie beispielsweise § 265 ZPO vom Oktober 1879 unter Sachen alle Rechtsobjekte verstehen, geht das BGB von einem engeren Sachbegriff aus. Gemäß § 90 BGB gehören zu den Sachen „nur körperliche Gegenstände“. Diesen engeren Begriffsumfang hält das BGB jedoch lediglich im Sachenrecht ein. Einen weiteren Sachbegriff setzt beispielsweise § 119 Abs. 2 BGB voraus.

### Sachen im Sinne des bürgerlichen Rechts
Zu den Rechtsobjekten gehören körperliche Sachen (bewegliche Sachen, Grundstücke und grundstücksgleiche Rechte (§ 90 BGB)), Tiere (§ 90a BGB), Immaterialgüter (Konzessionen, Lizenzen, Markenrechte, Patente, Urheberrechte oder Schutzrechte wie Geschmacksmuster oder Gebrauchsmuster) und sonstige Rechte (wie dingliche Rechte oder Forderungen). Die Sachen stehen den Personen gegenüber und sind mit ihnen durch Rechtsverhältnisse verbunden oder auch ausnahmsweise nicht (herrenlose Sache). Zu den Sachen gehören auch Sachgesamtheiten.
Die im Raum abgrenzbare Materie ist eine Sache, gleich ob fest, flüssig oder gasförmig (Aggregatzustand). Sie muss abgegrenzt und greifbar (beherrschbar) sein. Luft, Grundwasser, fließende elektrische Energie oder Licht sind als solche keine Sachen, wohl aber Motorenbenzin in einem Kanister oder Gas in einer Druckflasche. Entscheidend ist jedoch die Verkehrsanschauung, nicht die Physik. Der Körper von lebenden Menschen sowie die nicht abgetrennten Teile des menschlichen Körpers sowie nach überwiegender Meinung feste Implantate sind keine Sachen im rechtlichen Sinn. Er kann als Rechtssubjekt (d. h. Träger von Rechten und Pflichten) nicht gleichzeitig Rechtsobjekt sein. Rechtsprechung und Rechtslehre haben den Sachbegriff des Kaufrechts auf alle verkehrsfähigen Güter ausgedehnt, sodass Elektrizität neben Wärme als „sonstiger Gegenstand“ beim Rechtskauf des § 453 Abs. 1 BGB gilt.
An Sachen kann man Besitz und/oder Eigentum erlangen.

#### Leichnam
Wie der Leichnam sachenrechtlich einzuordnen ist, ist umstritten: Die wohl herrschende Meinung nimmt grundsätzlich eine Sacheigenschaft des Körpers an, die aber im Hinblick auf das Persönlichkeitsrecht umstritten ist. Die Erben erlangen jedenfalls kein Eigentum am Leichnam, weil der Leichnam nicht zum Vermögen des Verstorbenen gehört (s. o.). Hier nimmt die wohl herrschende Meinung an, dass die nächsten Angehörigen ein quasi Sachrecht für die Pflege der Totensorge erhalten. Die im Leichnam enthaltenen künstlichen Teile erhalten ihre Sacheigenschaft zurück. Da der Leichnam keinem gehört (die Angehörigen haben das Recht zur Totenpflege, aber erhalten kein Eigentum), werden diese Sachen nach Trennung vom Leichnam herrenlos. Ein Sonderfall stellt die rechtliche Einordnung von Leichnamen dar, die aufgrund einer Verfügung des Verstorbenen oder weil das Persönlichkeitsrecht erloschen ist, wissenschaftlichen Zwecken dienen sollen. An ihnen kann Eigentum erworben werden.
Ob der Leichnam eine Sache ist, kann im Ergebnis dahinstehen, denn er ist dem Rechtsverkehr entzogen, weil der Körper des verstorbenen Menschen auch nicht im Wege der Universalsukzession (§ 1922 BGB) Bestandteil der Erbschaft sein kann, da sie allein das Vermögen betrifft. Damit hat der Streit um die Sacheigenschaft eines Leichnams, der nicht wissenschaftlichen Zwecken dient, keine praktische Relevanz.

#### Tiere
Durch das TierVerbG wurde 1990 der § 90a BGB eingefügt, nach dem Tiere keine Sachen sind, man sie jedoch rechtlich wie Sachen zu behandeln hat. Das bedeutet, dass man beispielsweise einen Hund ohne Weiteres nach den Vorschriften über den Kaufvertrag kaufen und nach den sachenrechtlichen Vorschriften übereignen kann.
Sinn der Regelung ist es, die Tiere als Mitgeschöpfe wenigstens gedanklich von den Sachen zu unterscheiden. Nach einer in der Literatur vorhandenen Auffassung handelt es sich um eine „gefühlige Deklamation ohne wirklichen rechtlichen Inhalt“. Auswirkungen hat er immerhin im Falle eines zu leistenden Schadensersatzes: Der Schuldner kann nicht ohne Weiteres eine Wertminderung eines von ihm verletzten Tieres durch vorherigen längeren Gebrauch geltend machen, wie das bei einer von ihm beschädigten Sache der Fall wäre. Auch Heilkosten, die über den Verkaufswert des Tieres hinausgehen, können ihm in Rechnung gestellt werden (§ 251 Abs. 2 Satz 2 BGB). Der Finderlohn (§ 971 BGB) weicht ebenfalls ab: Der erhöhte Satz von 5 statt 3 % für die ersten 500 € Sachwert gilt nicht für Tiere.

#### Einteilung im BGB

##### Art einer Sache
Die Art einer Sache wird im bürgerlichen Recht nach folgenden Kriterien beurteilt: bewegliche oder unbewegliche, vertretbare oder unvertretbare, verbrauchbare oder unverbrauchbare und teilbare oder unteilbare Sache.
- Unbewegliche Sachen (Immobilien) sind Grundstücke und grundstücksgleiche Rechte. Sie werden auch als Liegenschaften bezeichnet.
- Bewegliche Sachen (Mobilien) leiten sich vom alten Rechtsbegriff der Fahrnis ab und können von einem Ort zu einem anderen gebracht werden.
- Vertretbare Sachen im Sinne von § 91 BGB sind alle beweglichen Sachen, bei denen es auf eine Individualisierung nicht ankommt und die im Rechtsverkehr nach Zahl, Maß und Gewicht bestimmt zu werden pflegen. Beispiele hierfür sind Kartoffeln, Getreide, Geld, Wertpapiere oder Zucker (Commodities).
- Unvertretbare Sachen sind alle Sachen, die als solche individuell bestimmt sind. Dazu gehören beispielsweise Grundstücke und Wohnungen, aber auch ein geschneidertes Kleidungsstück oder ein individuell angepasstes Auto.
- Teilbare Sachen sind jene Sachen, die sich ohne Wertminderung in gleichartige Teile zerlegen lassen. Wenn beispielsweise ein großes unbebautes Grundstück in zwei kleinere Grundstücke geteilt werden kann, ohne dass der zusammengerechnete Wert der beiden einzelnen Grundstücke geringer ist, dann ist das Grundstück eine teilbare Sache. Vertretbare Sachen sind stets teilbare Sachen, soweit eine Teilung tatsächlich möglich ist (beispielsweise Geld). Der Begriff der Teilbarkeit hat Bedeutung für die Aufhebung der Gemeinschaft.
- Verbrauchbare Sachen sind nach § 92 BGB bewegliche Sachen, die nach objektiver Anschauung ihrer Zweckbestimmung zum Verbrauch (z. B. Butter, Heizöl und Schmieröl) oder zur Veräußerung (z. B. Aktien oder Geld) bestimmt sind.

##### Funktionale Einheiten einer Sache
Zwischen mehreren Sachen können Verbindungen existieren, die eine unterschiedliche Qualität haben. Das Sachenrecht unterscheidet hier zwischen wesentlichen Bestandteilen, einfachen Bestandteilen, Scheinbestandteilen und Zubehör:
Wesentliche Bestandteile bei beweglichen SachenEin wesentlicher Bestandteil einer beweglichen Sache (§ 93 BGB) ist dann anzunehmen, wenn zwischen beiden Teilen der Sache eine so erhebliche Verbindung existiert, dass ihre Trennung zu einer Beschädigung oder Unbrauchbarmachung einzelner Teile führen würde. Beispiel für einen wesentlichen Bestandteil ist die Lackierung einer Holzlatte. Gegenbeispiel ist die Matratze eines Bettes. Wichtig ist die Unterscheidung deswegen, weil über wesentliche Bestandteile nicht verfügt werden kann (der Lack des Holzes kann nicht verkauft werden, sondern nur die Holzlatte als Ganzes) und man an dem Gegenstand auch keine besonderen dinglichen Rechte erhalten kann.
Wesentliche Bestandteile bei unbeweglichen SachenWesentliche Bestandteile eines Grundstückes (§ 94 BGB) sind alle mit diesem fest verbundene Sachen, z. B. das Gebäude eines Grundstückes. Auch die zur Herstellung eines Gebäudes eingefügten Sachen sind wesentliche Bestandteile des Gebäudes und damit auch des Grundstückes.
Einfache BestandteileEinfache Bestandteile sind nicht wesentliche Bestandteile, d. h. diejenigen Bestandteile, die nicht unter §§ 93, 94 BGB fallen. Beispiele hierfür sind die Reifen eines Autos, oder aber auch der Motor eines Autos. Dieser kann, ohne die Sache zu zerstören, entfernt werden.
ScheinbestandteileScheinbestandteile (§ 95 BGB) sind diejenigen Teile einer Sache, die nur einem vorübergehenden Zweck dienen. Dieser liegt insbesondere dann vor, wenn später eine Trennung beabsichtigt ist. Dazu gehört beispielsweise ein Gerüst, das an einer Fassade angebracht wurde, um dort Arbeiten zu verrichten.
ZubehörZum Zubehör gemäß § 97 BGB gehören die beweglichen Sachen, die dem wirtschaftlichen Zweck der Hauptsache dienen sollen und keine Bestandteile der Hauptsache sind. Für gewerbliches und landwirtschaftliches Inventar finden sich weitere Vorschriften in § 98 BGB.
Diese Sachen heißen auch Einzelsachen, um sie von den Sachgesamtheiten zu unterscheiden, die aus mehreren selbständigen Sachen bestehen.

##### Nutzungen einer Sache
Das bürgerliche Recht unterscheidet zwischen Vorteilen (Gebrauchsvorteile) und so genannten Früchten § 100 BGB. Dabei unterscheidet das Gesetz zwischen Sach- und Rechtsfrüchten.
GebrauchsvorteileBei den Gebrauchsvorteilen ist auf den für den Nutzer günstigen Erfolg einer Sache oder eines Rechts abzustellen. Es ist dabei nicht erforderlich, dass durch die Benutzung ein beachtlicher Gewinn erzielt wird. Beispiel eines Gebrauchsvorteils ist die Nutzung eines fremden Fahrrades oder die einer fremden Uhr. Ein Gegenbeispiel wäre der Erlös der Verkauf des Fahrrades, da dieser Erlös aus der Verwertung der Sache herrührt.
FrüchteEine Beschreibung des Rechtsbegriffs „Früchte“ findet sich in § 99 BGB. Der Gesetzgeber unterscheidet hier zwischen Sach- und Rechtsfrüchten. Dabei sind Sachfrüchte die Ausbeute, die aus der Sache bei bestimmungsgemäßer Nutzung gewonnen wird. Beispiel: Tierprodukte wie Milch, Eier. Gegenbeispiel: Das Fleisch des Tieres selbst (Verwertung). Aber auch die Ausbeute, die durch ein Rechtsverhältnis entsteht, nennt man Sachfrüchte (§ 99 Abs. 3 BGB). Das ist zum Beispiel bei der Miete für einen Mietwagen der Fall. Rechtsfrüchte sind die Einnahmen, die ein Recht seiner Bestimmung nach gewährt. Rechtsfrüchte sind zum Beispiel die Sachfrüchte, die der Pächter einer Obstplantage aufgrund seines Pachtrechtes erwirbt.
Der Rechtsverkehr mit Sachen wird im Bürgerlichen Recht vom Sachenrecht geregelt.

### Sachen des öffentlichen Rechts
Zur Sicherung der öffentlichen Funktion von Sachen, die dem Allgemeinwohl dienen, bezweckt das Recht der öffentlichen Sachen eine teilweise „Herausnahme“ der Sachen aus dem – auf Privatnützigkeit ausgerichteten – bürgerlichen Sachenrecht. Der Ausdruck ist missverständlich, weil das Recht der öffentlichen Sachen nicht besondere Sachen, sondern eine besondere rechtliche Zuordnung der Sachen zum Eigentümer zum Gegenstand hat. Es regelt insbesondere auch die Benutzung der Sachen im Interesse des Gemeinwohls (Gemeingebrauch) durch die Allgemeinheit oder besondere Berechtigte (Sondernutzung).

### Abweichende Begriffsverwendung
Die § 90 und § 90a BGB regeln den Begriff der Sache unmittelbar nur für das Bürgerliche Gesetzbuch. Die unabhängigen Definitionen der anderen Rechtsgebiete kommen jedoch meist zu dem gleichen Ergebnis. Der Begriff der Sache im Strafrecht weicht insoweit davon ab, dass Tiere ebenfalls Sachen sind.
Der in § 265 ZPO verwendete Sachbegriff schließt auch Rechte – die als solche unkörperlich sind – ein. Gemeint ist in dieser Vorschrift daher eher der Oberbegriff für Sachen und Rechte, der Gegenstand. Das Gleiche gilt für den Sachbegriff in § 119 Abs. 2 BGB.

## Österreich
§ 285 ABGB normiert: „Alles, was von der Person verschieden ist, und zum Gebrauche der Menschen dient, wird im rechtlichen Sinne eine Sache genannt.“

### Tiere
„Tiere sind keine Sachen; sie werden durch besondere Gesetze geschützt. Die für Sachen geltenden Vorschriften sind auf Tiere nur insoweit anzuwenden, als keine abweichenden Regelungen bestehen“ (§ 285a ABGB).

### Körperliche Sachen
Körperliche Sachen sind Sachen, die man mit den Sinnen wahrnehmen kann, auch wenn man technische Hilfsmittel (z. B. Messwerkzeug) benötigt, um sie wahrnehmbar zu machen.

### Unkörperliche Sachen
Unkörperliche Sachen sind alle nicht wahrnehmbaren Sachen. Darunter fallen z. B. Forderungen bzw. Rechte.

### Bewegliche Sachen – unbewegliche Sachen
Sachen, die ohne Verletzung ihrer Substanz von einer Stelle zur anderen versetzt werden können, sind bewegliche Sachen (veraltet: Fahrnis); andere Sachen sind unbeweglich. Sachen, die eigentlich beweglich sind, aber im rechtlichen Sinn als unbeweglich gelten, sind solche, die ein Zubehör einer unbeweglichen Sache darstellen (§ 293 ABGB).
Zur Einteilung der Sachen nach österreichischem Recht siehe näher Sachenrecht (Österreich).

## Schweiz

### Allgemein
Das Schweizer Zivilgesetzbuch (ZGB) definiert die Sache nicht, sondern bestimmt in Art. 641 ZGB lediglich, dass der Eigentümer einer Sache in den Schranken der Rechtsordnung über sie nach seinem Belieben verfügen kann.

### Tiere
Seit 1. April 2003 bestimmt Art. 641a ZGB: Tiere sind keine Sachen.

## International
- Sachenrecht (Frankreich)
- Sachenrecht (Liechtenstein)
- Sachenrecht (Österreich)
- Sachenrecht (Schweiz)
- Property law (England und Wales)